# Hugues de Reims
Pour les articles homonymes, voir Hugues de Vermandois et Hugues.
Hugues de Vermandois, né vers 920 et mort à Meaux en 962, est comte et archevêque de Reims de 925 à 931, puis de 940 à 946. Il est fils d'Herbert II, comte de Vermandois, et d'Adèle de France.

## Biographie
En 925, à 5 ans, il succède à Seulfe comme archevêque de Reims. En 931, le roi Raoul et le duc Hugues le Grand vainquent Herbert II, déposent Hugues et nomment Artaud archevêque de Reims.
En 941, Herbert II, au détriment du roi mais avec l'appui d'Hugues le Grand, reprend l'archevêché de Reims, dépose Artaud et replace son fils Hugues comme archevêque. En 946, le roi Louis IV reprend le diocèse pour le confier définitivement à Artaud.
Hugues reçoit peu après les ordres mineurs et est ordonné prêtre par Gui, évêque d'Auxerre. En 948, le légat du pape le déboute définitivement du diocèse, le pape ratifie les décisions du synode d'Ingelheim. À la mort d'Artaud, en 961, il se porte candidat pour sa succession. Mais un concile tenu à Meaux en 962 rejette sa demande. Hugues meurt peu après dans cette même ville tenu par son frère Robert.

## Sources et bibliographie
- Christian Settipani, La Préhistoire des Capétiens (Nouvelle Histoire généalogique de l'auguste maison de France, vol. 1), Villeneuve-d'Ascq, éd. Patrick van Kerrebrouck, 1993, 545 p. (ISBN 978-2-95015-093-6).
- Honoré Fisquet, La France pontificale (Gallia christiana), histoire chronologique et biographique des archevêques et évêques de tous les diocèses de France depuis l'établissement du christianisme jusqu'à nos jours, divisée en 17 provinces ecclésiastiques - Métropole de Reims - Reims, Paris : E. Repos, 1864-1873, pp.53-57 .